# Летка (приток Шалмы)
Летка — река в России, протекает по Старошайговскому району Республики Мордовия. Устье реки находится в 4,7 км от устья Шалмы по правому берегу. Длина реки составляет 10 км.
Исток реки севернее села Летки в 5 км к северо-востоку от райцентра, села Старое Шайгово. Течёт на юго-восток, единственный населённый пункт на берегу — село Летки. Впадает в Шалму восточнее села Старая Теризморга.

## Данные водного реестра
По данным государственного водного реестра России относится к Окскому бассейновому округу, водохозяйственный участок реки — Мокша от истока до водомерного поста города Темников, речной подбассейн реки — Мокша. Речной бассейн реки — Ока.
Код объекта в государственном водном реестре — 09010200112110000027698.